# Phrosinella septentrionalis
Phrosinella septentrionalis är en tvåvingeart som beskrevs av Boris Borisovitsch Rohdendorf 1988. Phrosinella septentrionalis ingår i släktet Phrosinella och familjen köttflugor. Inga underarter finns listade i Catalogue of Life.